# Алькасар де Колон
Алькасар-де-Колон, або Алькасар Колумба (Alcázar de Colón), є першим укріпленим європейським палацом, побудованим на американському континенті. Він розташований у колоніальному районі Домініканської Республіки в місті Санто-Домінго та є частиною Сьюдад-Колоніального об’єкта Всесвітньої спадщини ЮНЕСКО. Побудований між 1510 і 1514 роками переважно в стилі готики та ренесансу.
Це єдина відома резиденція члена родини Христофора Колумба в Новому Світі, його первістка Дієго Колумба  , діти якого Хуана, Ізабель, Луїс і Христофор народилися в палаці. Дієго Колумб помер в Іспанії в 1526 році, але Марія Альварес де Толедо, його вдова, залишалася там до своєї смерті в 1549 році. Три покоління родини Колумбів жили в резиденції, можливо, до кінця 16 століття.
Колекція гобеленів (з 15-го по 17-е століття) є особливо важливою та унікальною в Карибському басейні та включає вироби, виготовлені фламандською родиною Ван Ден Гекке з картушів, створених Чарльзом Ле Брюном.  Алькасар є найбільш відвідуваним музеєм Санто-Домінго. 

## Історія
Алькасар-де-Колон був побудований між 1510 і 1514 роками, у 1509 році сам Колумб став губернатором і віце-королем колонії , він був побудований під впливом існуючого в Мансера-де-Абахо, в Саламанці (Іспанія). Ім'я архітектора, який здійснив будівництво цього укріпленого палацу, невідоме. Переважно в готичному стилі, він також має деякі ренесансні риси, помітні в його аркадах. 
Деякі з найвідоміших іспанських конкістадорів, такі як Ернан Кортес і Педро де Альварадо, відвідували резиденцію. Під час раннього іспанського колоніального періоду особняк займав дуже важливе місце в історії. Саме звідси було сплановано багато завойовницьких і дослідницьких експедицій. У 1586 році палац був захоплений і пограбований британським піратом сером Френсісом Дрейком і його силами, які забрали з собою багато цінностей.  Право власності на палац було предметом судових спорів протягом майже двох століть з того року.
Це єдина відома резиденція члена родини Колумба, окрім місця народження Крістофера, яке все ще знаходиться в Генуї. Хуана, Ізабель, Луїс і Крістобаль Колумбус де Толедо, діти дона Дієго Колумба та його дружини доньї Марії Альварес де Толедо, народилися в палаці. Дієго Колумб помер в Іспанії в 1526 році, але Марія Альварес де Толедо, його вдова, залишалася там до своєї смерті в 1549 році. Три покоління родини Колумба де Толедо населяли його, можливо, до 1577 року.
Коли вплив Санто-Домінго впав, будинок занепав і до середини 18 століття був покинутий і опинився під загрозою знищення. Спочатку в резиденції було 55 кімнат, з яких залишилося лише 22. Згодом його покинули, і час почав руйнувати структуру палацу. До 1776 року будівля почала занепадати і була ледь не перетворена на в'язницю, проект, який не був здійснений.
Майже століття потому, у 1870 році, палац було оголошено національним пам’ятником, і домініканський уряд зрештою відновив палац. Він був відреставрований між 1955 і 1957 роками, перетворений на 22 кімнатний музей, наповнений старовинними меблями, творами мистецтва та іншими аксесуарами. Самостійна екскурсія за допомогою портативного аудіодинаміка, яка обговорює функції кожної кімнати, доступна різними мовами.

## Архітектура
Будівля була побудована з використанням кладки з коралових порід,   на ділянці поблизу скелястого острівця, який дивиться на річку Озама, подарований Дієго Колумбу, первістку першовідкривача Америки Христофора Колумба, королем Арагону Фердинандом II для будівництва житла для нього та його нащадків на острові Еспаньйола, куди він прибув у 1509 році як губернатор. У будівлі розташований Музей Алькасара Дієго Колона, колекція якого представляє найважливіший у Карибському басейні ансамбль європейських творів мистецтва пізнього середньовіччя та Відродження, придбаних у 1950-х роках.

### Інтер'єр

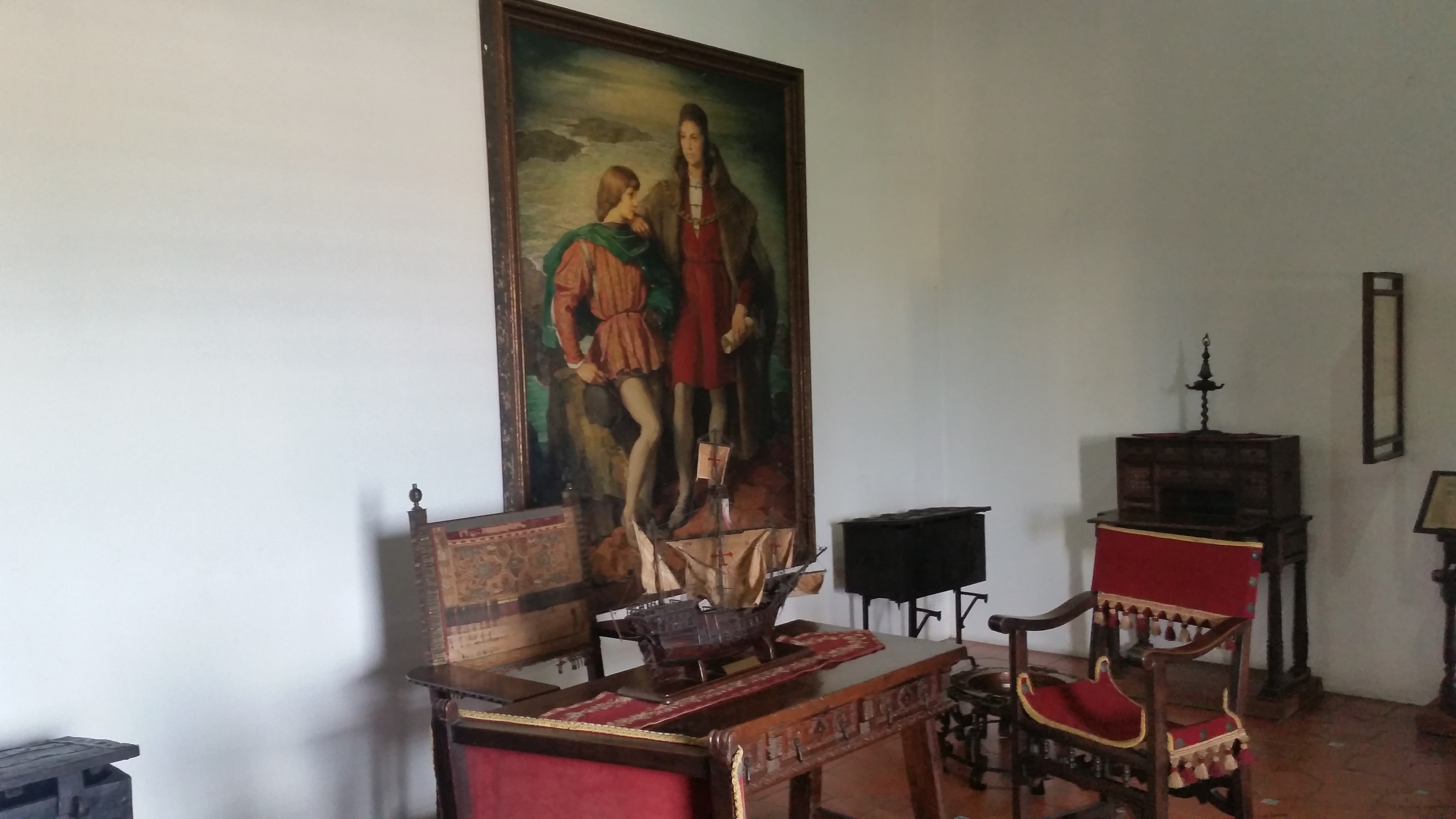
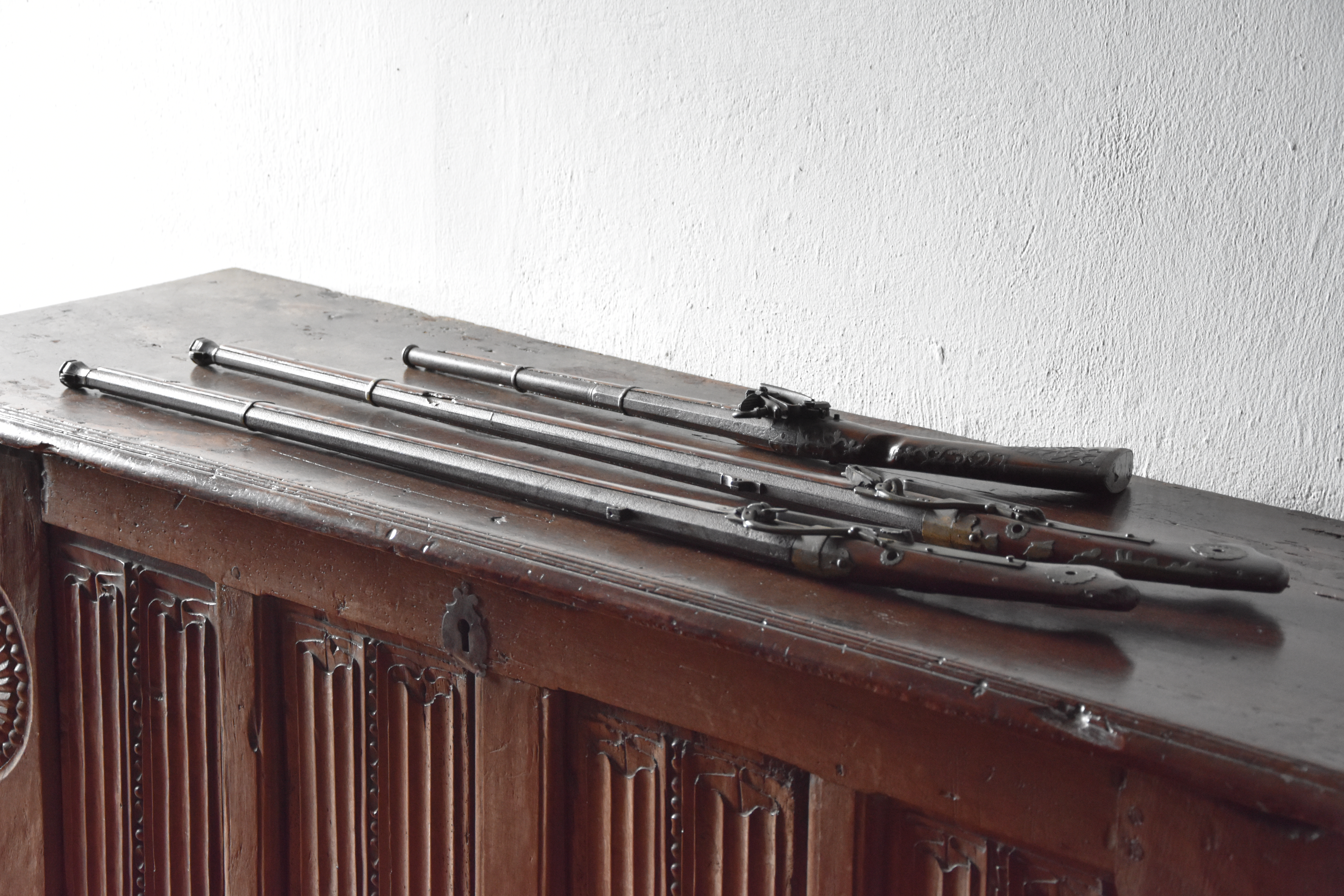
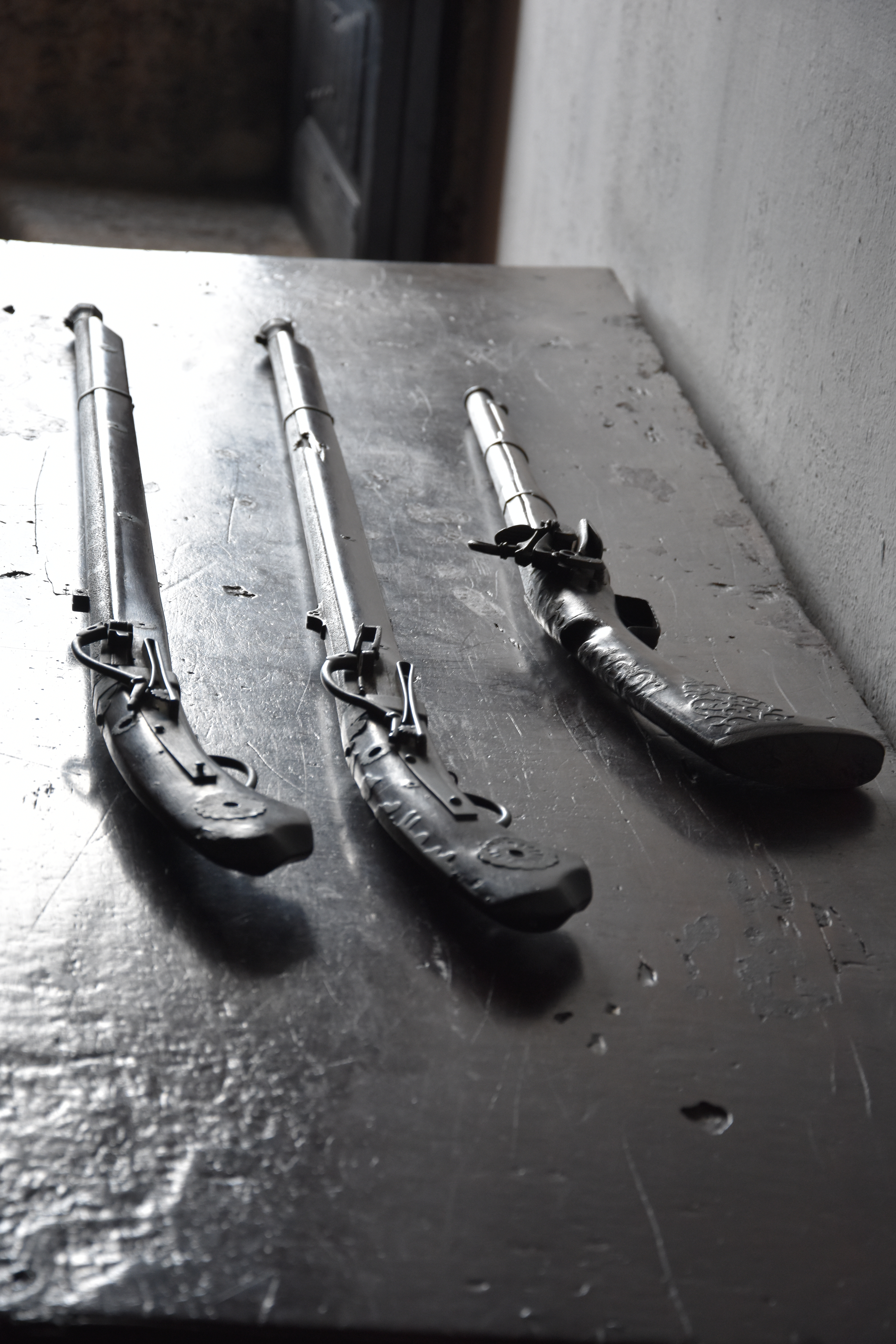
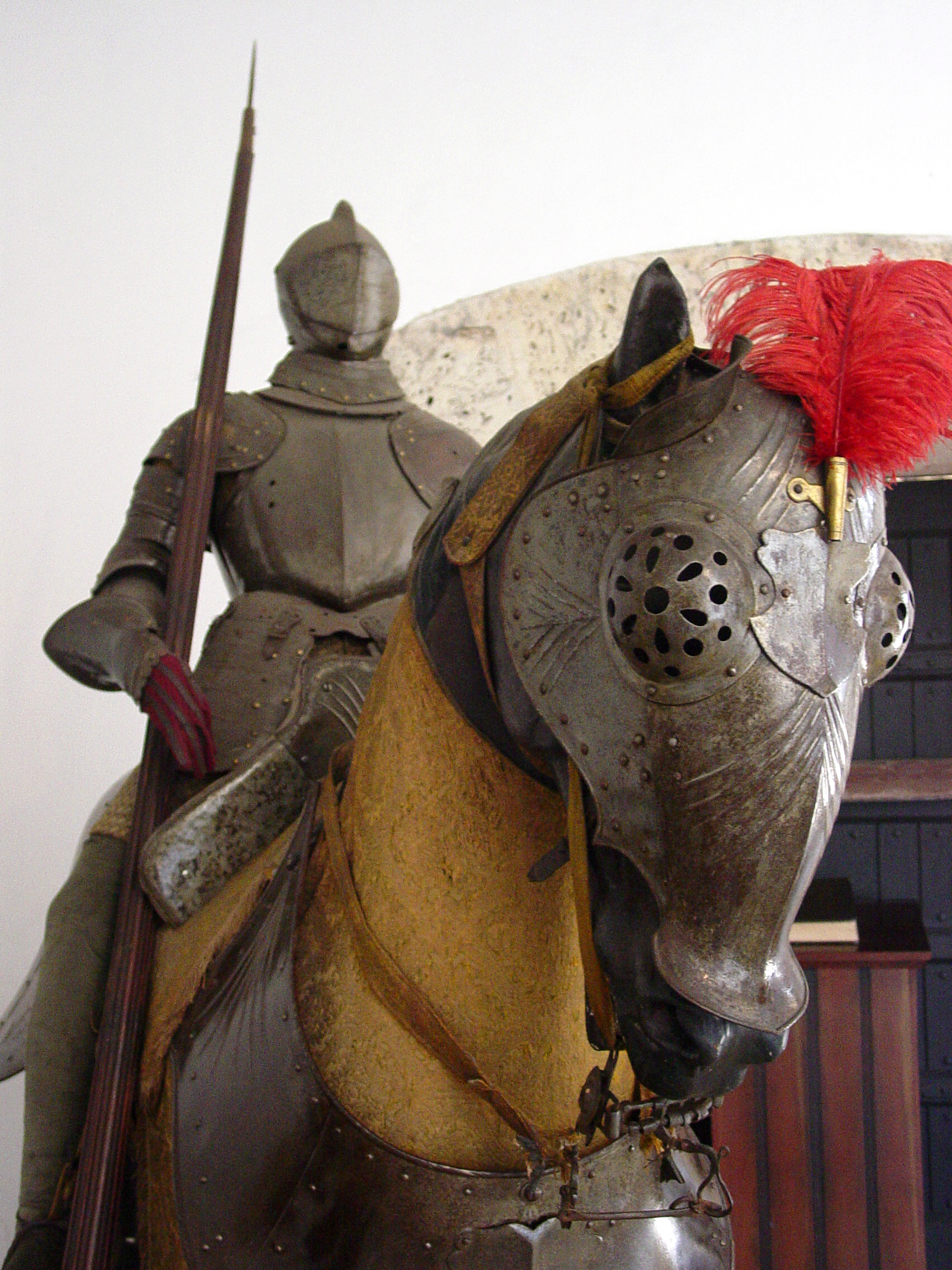
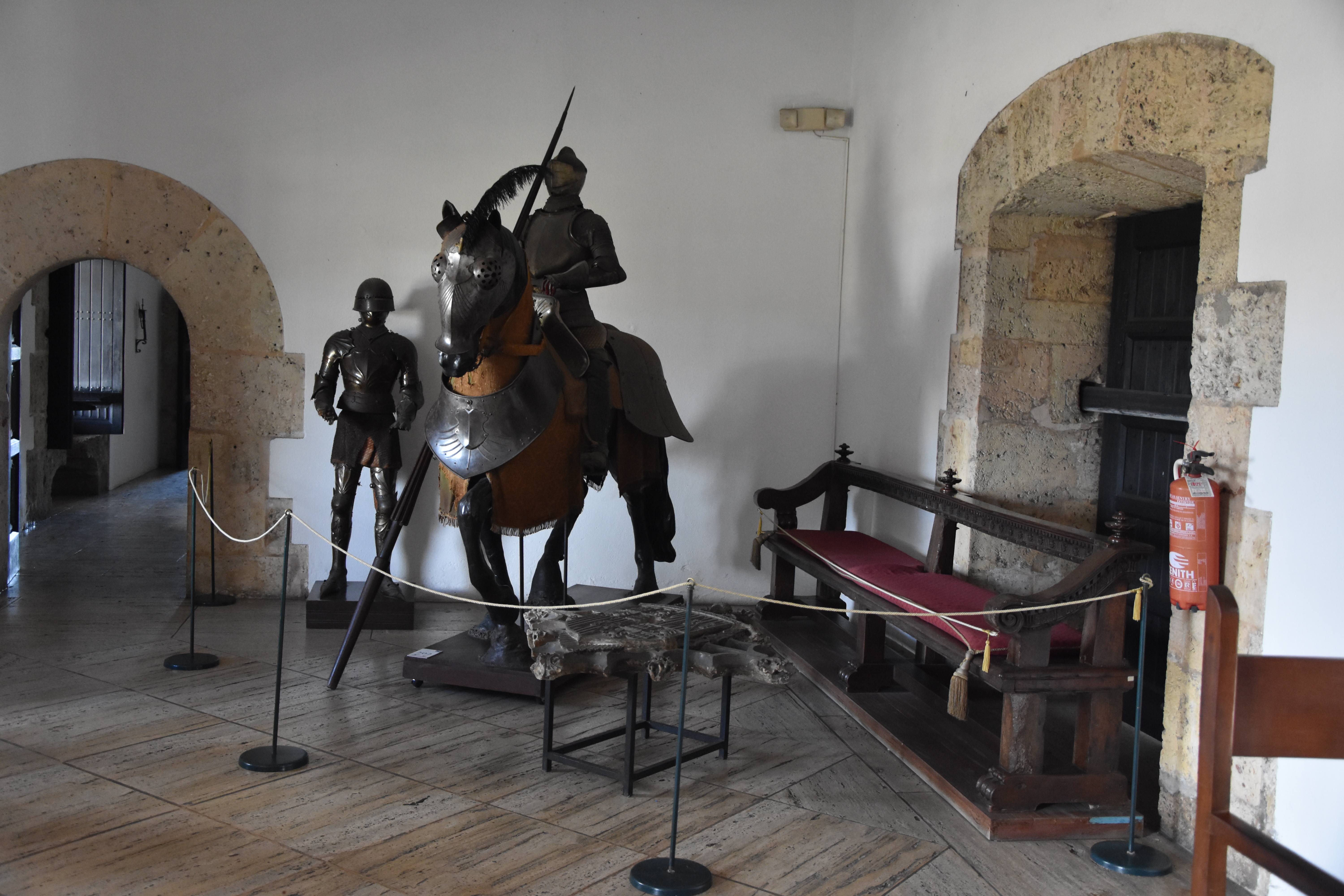
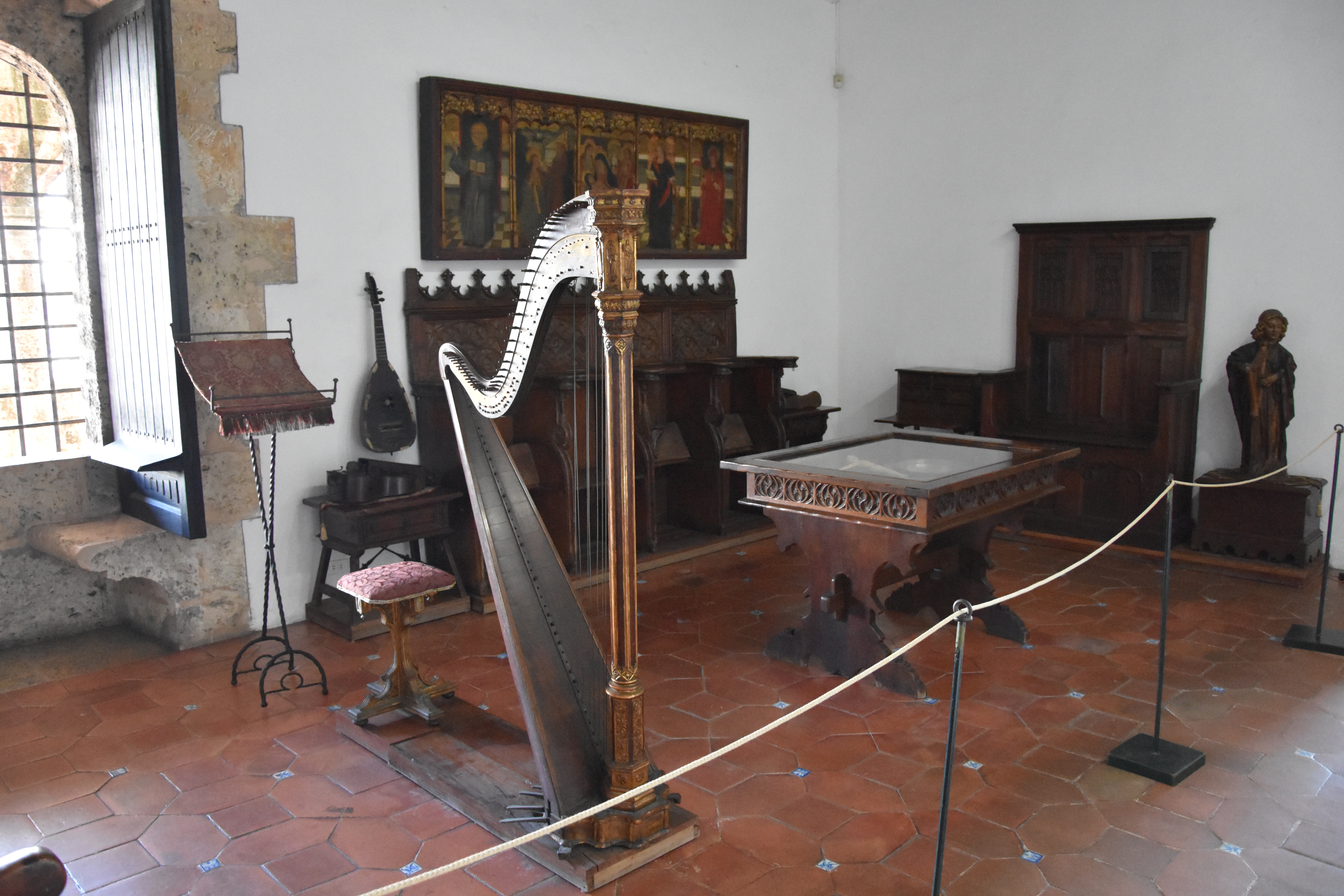

## Галерея

### Екстер'єр

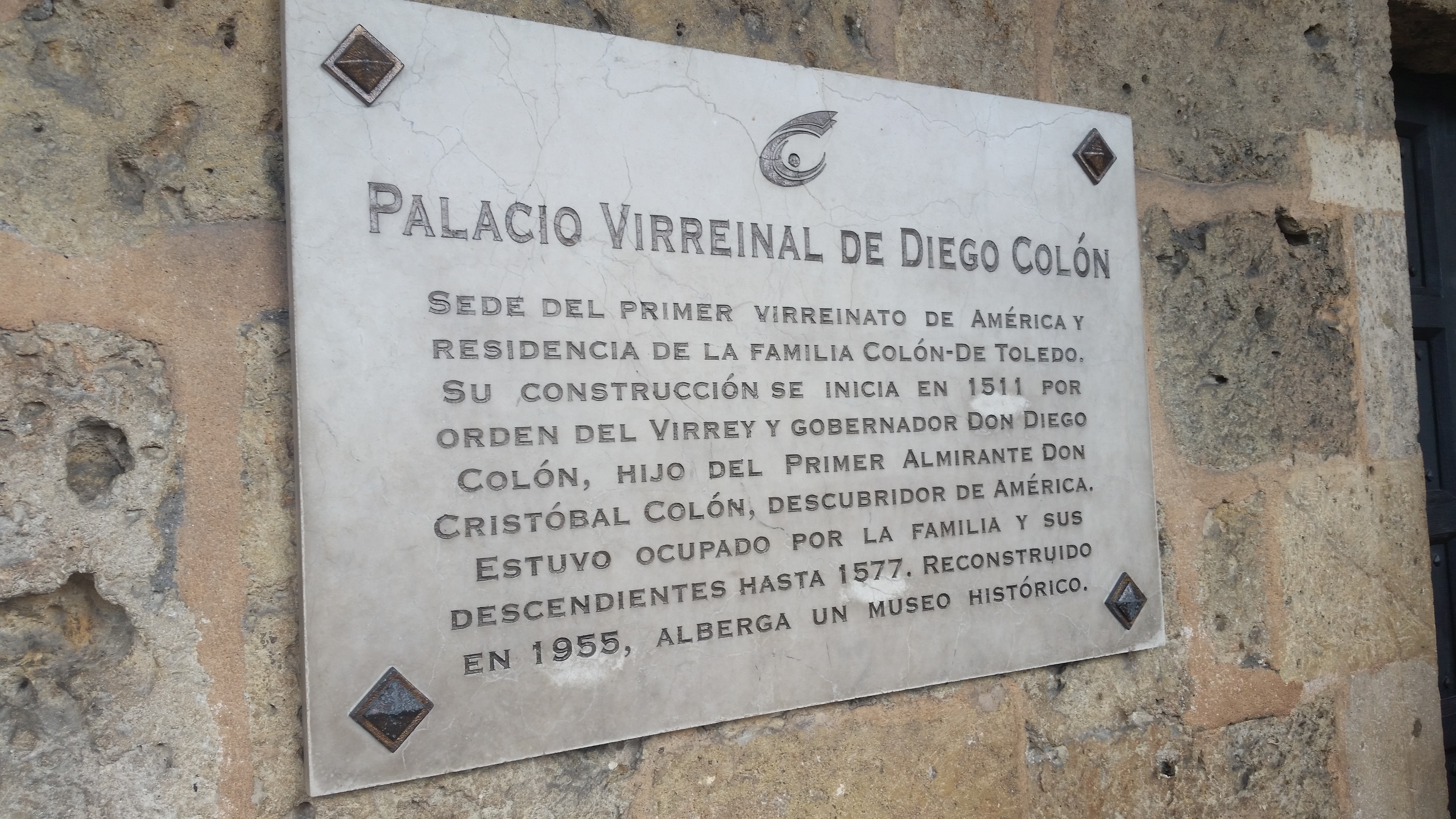
Історична табличка
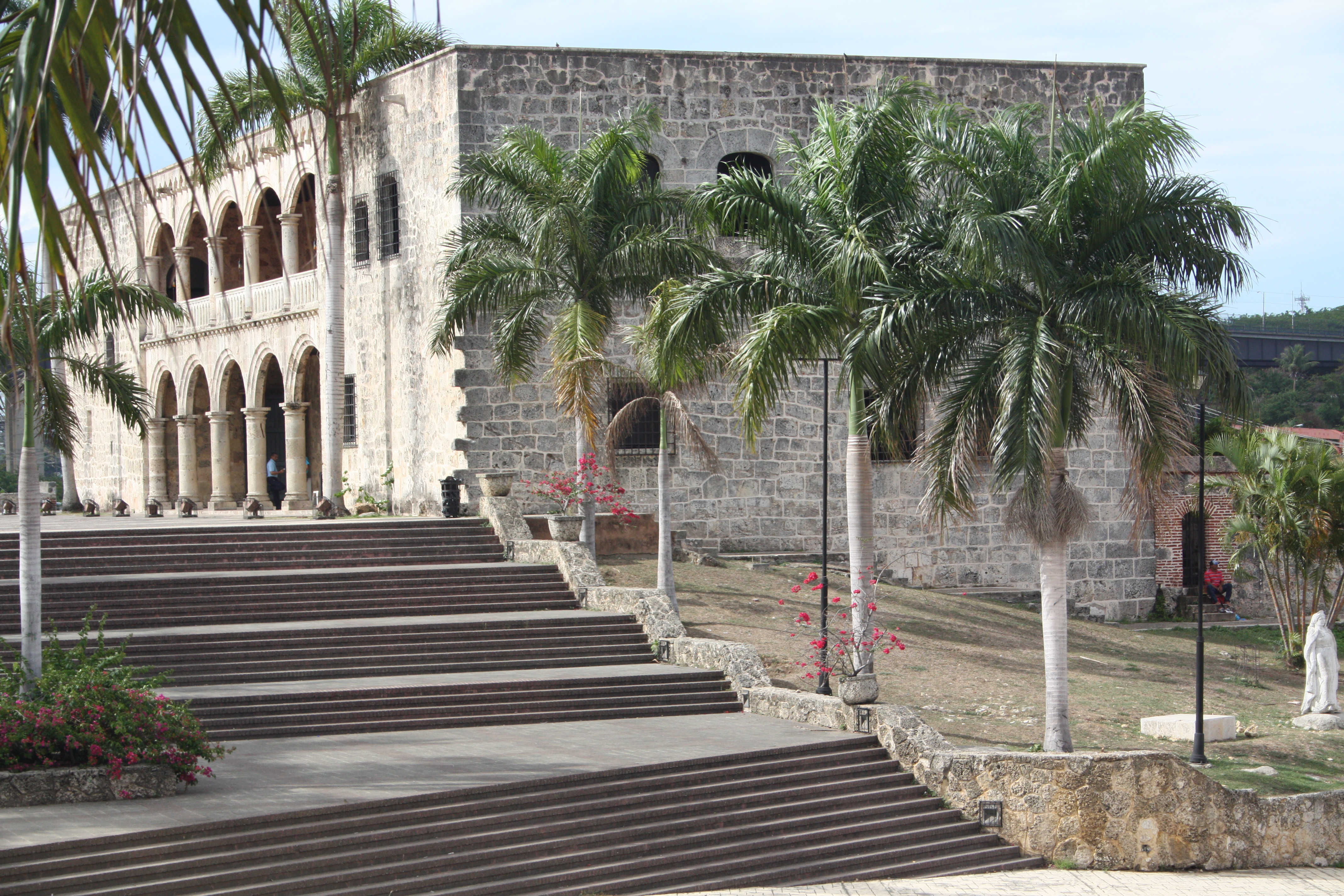
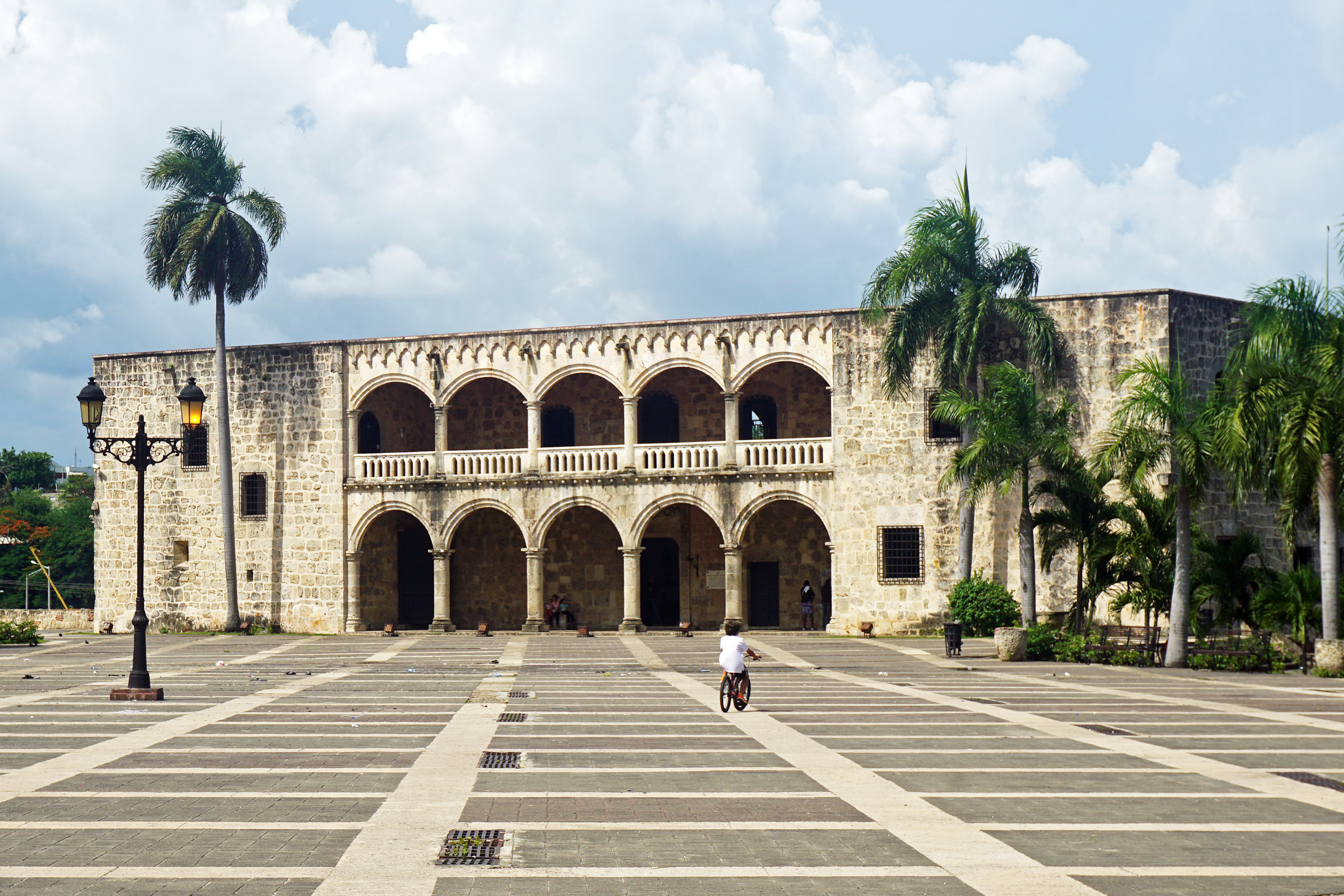
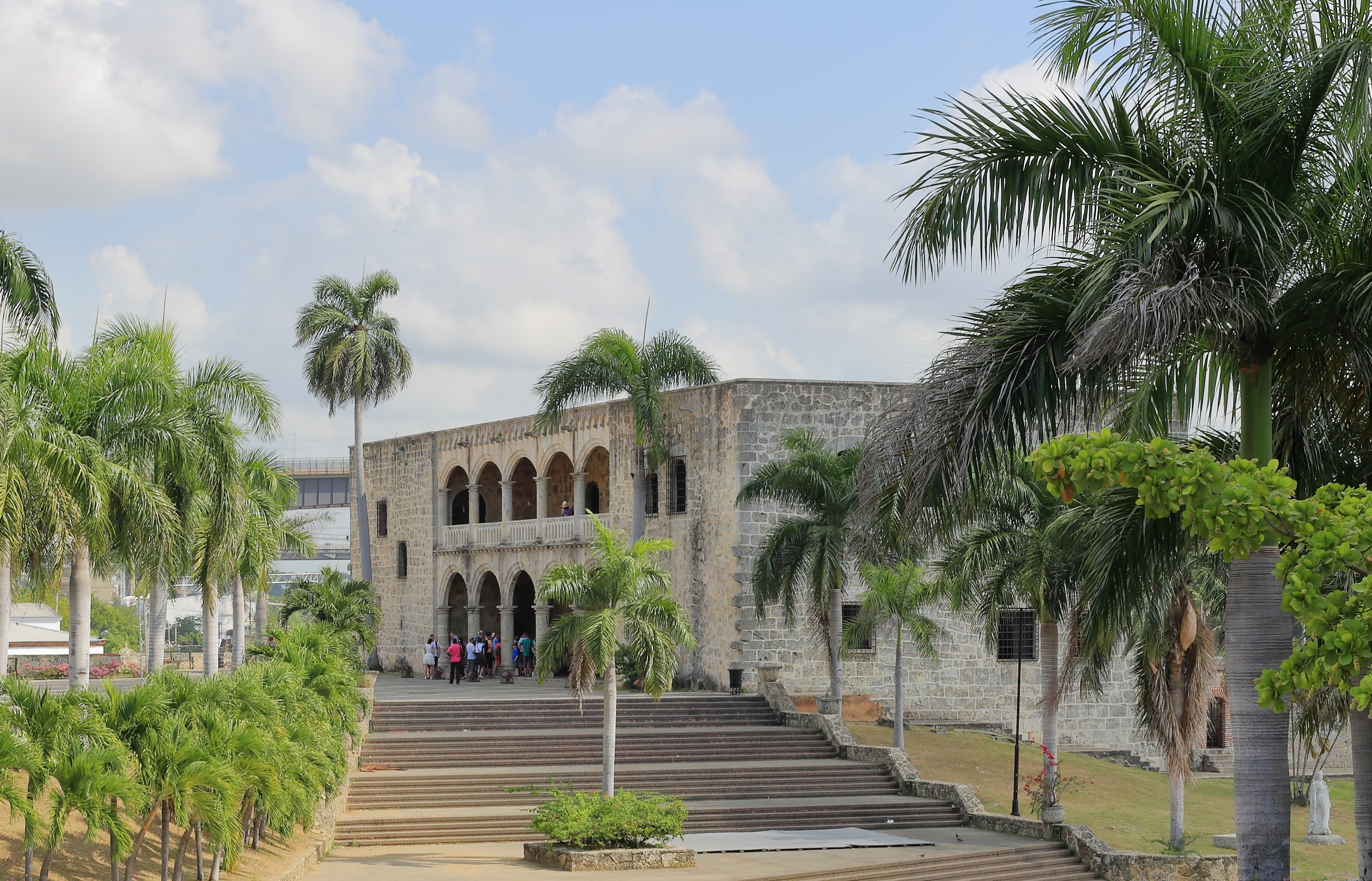
Вид з півдня
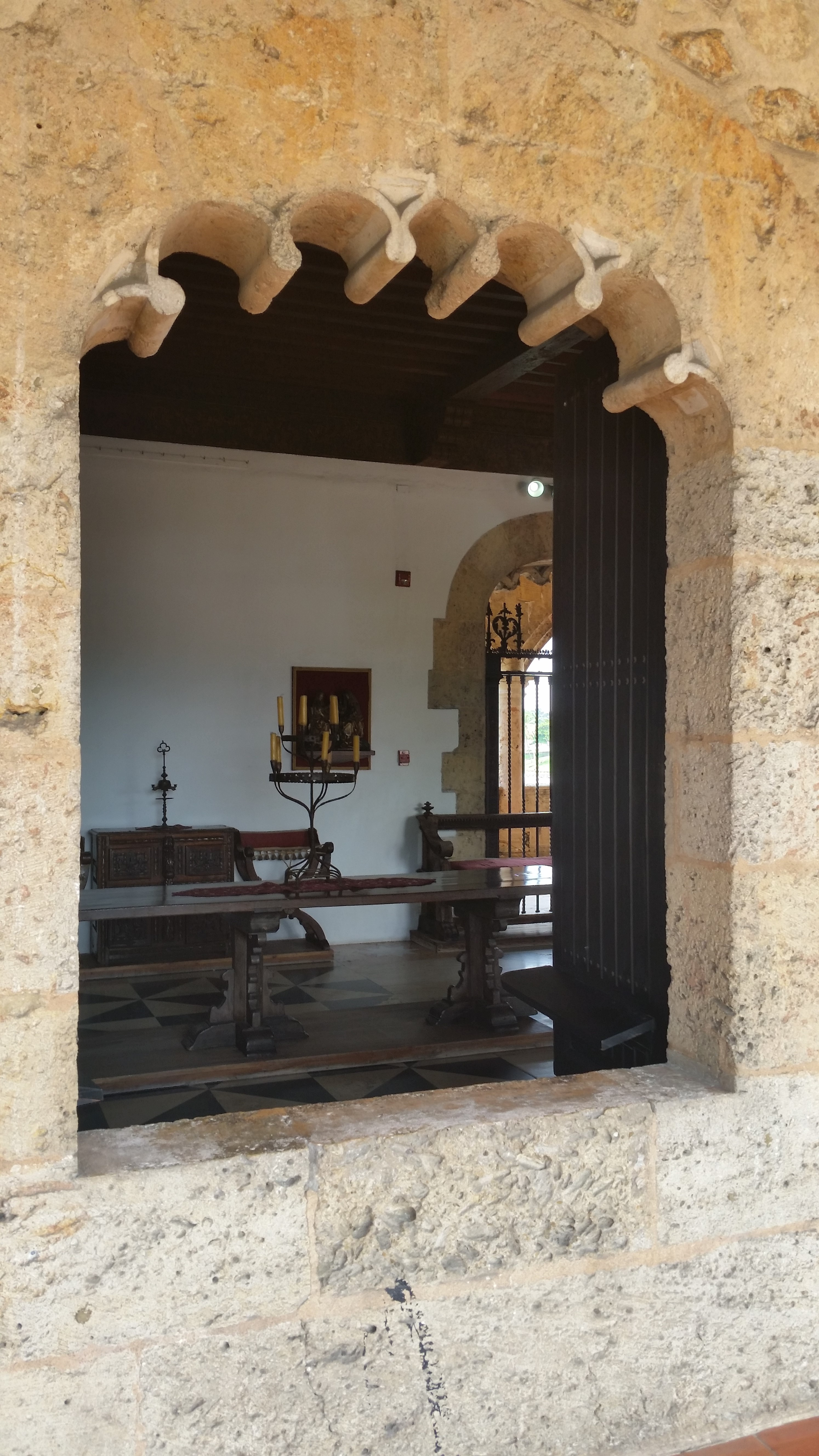
Вікно
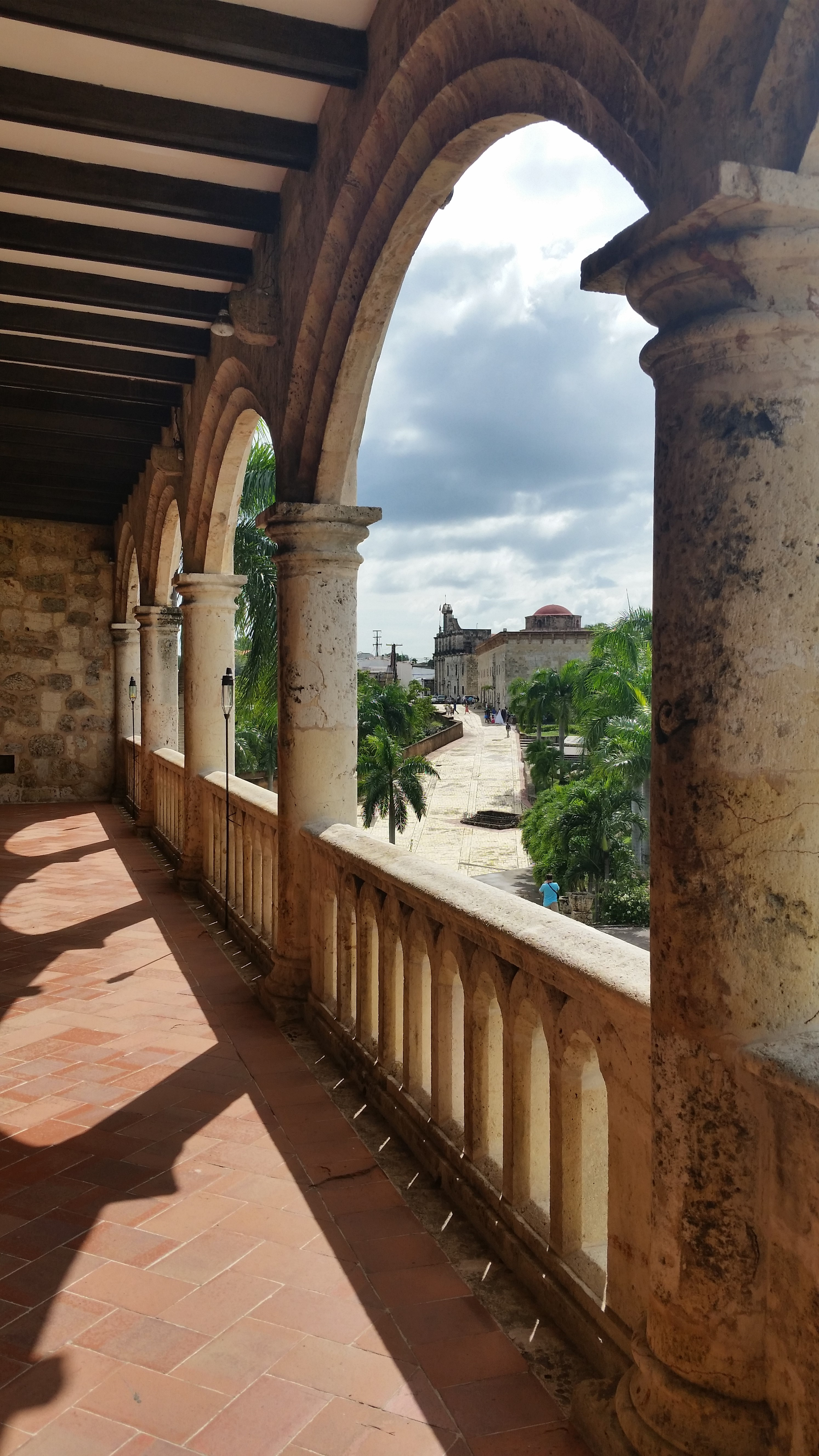
Балкон